# La Cassa
La Cassa (piemontesisch La-Caşa) ist eine Gemeinde in der italienischen Metropolitanstadt Turin (TO), Region Piemont.

## Lage und Einwohner
La Cassa liegt etwa 20 km nordwestlich von Turin an den ersten Erhebungen der Alpen. Das Gemeindegebiet umfasst eine Fläche von 11 km² und hat 1764 Einwohner (Stand 31. Dezember 2023).
Die Nachbargemeinden sind Fiano, Varisella, Druento, Givoletto und San Gillio.

### Bevölkerungsentwicklung

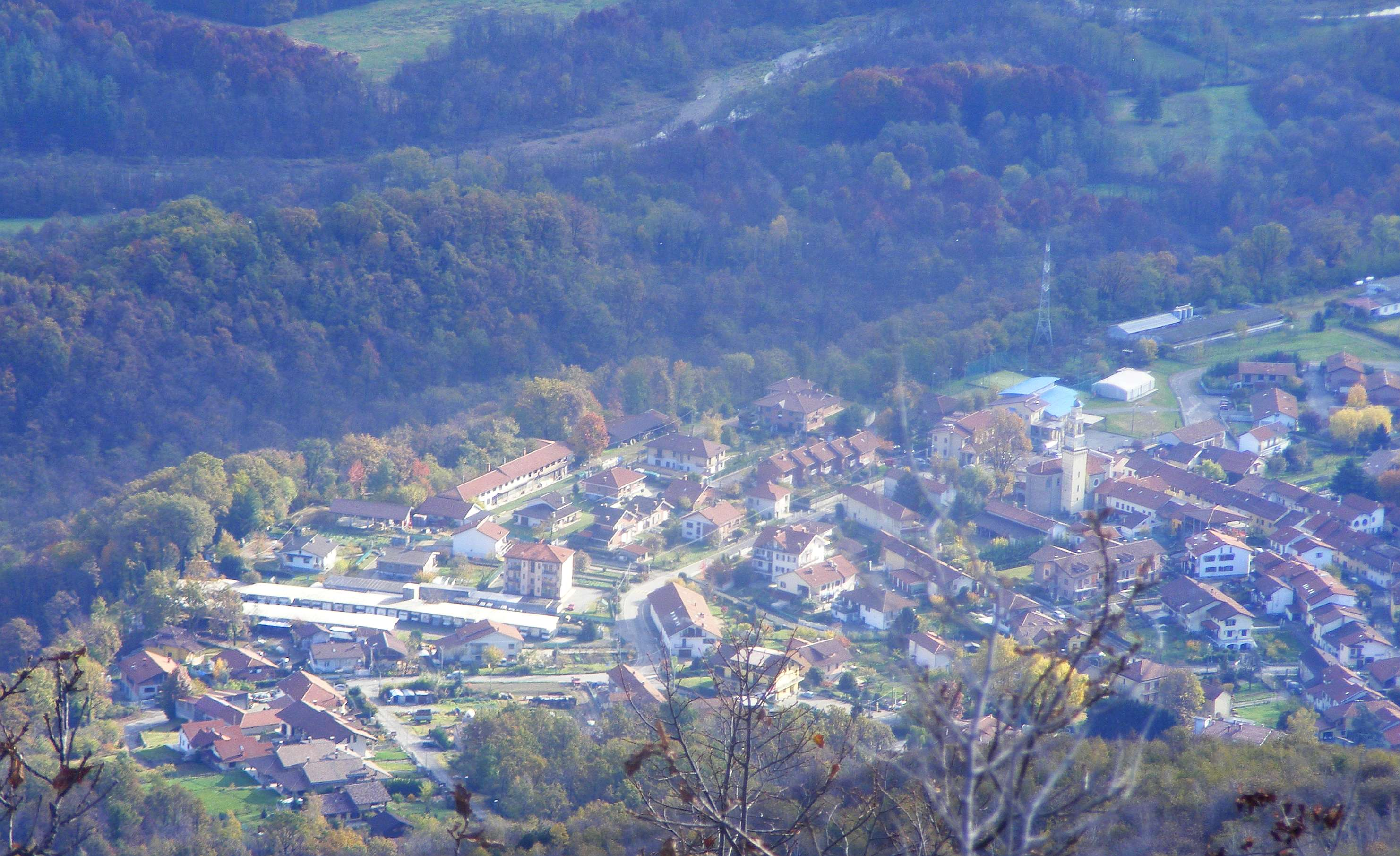
Panorama